# Siniküla
Siniküla este o arie protejată (arie specială de conservare — SAC, sit de importanță comunitară — SCI) din Estonia întinsă pe o suprafață de 34,9 ha, integral pe uscat.

## Localizare
Centrul sitului Siniküla este situat la coordonatele 58°31′50″N 26°21′22″E / 58.5305°N 26.3562°E.

## Înființare
Situl Siniküla a fost declarat sit de importanță comunitară în mai 2009 pentru a proteja un număr necunoscut de specii din flora spontană și fauna sălbatică aflate în arealul zonei. Situl a fost protejat și ca arie specială de conservare în aprilie 2009.

## Biodiversitate
Situată în ecoregiunea boreală, aria protejată conține 1 habitat natural: Taiga vestică.
La baza desemnării sitului se află un număr nedeclarat de specii protejate.